# Десульфуризація
Десульфуриза́ція (рос. десульфуризация, [десульфирование], англ. desulfurization) —
1. Вилучення атома S зі сполуки або відповідного S-вмісного фрагмента, де S є в двовалентному стані, шляхом заміни його на H або O за допомогою реакцій відновлення або окиснення відповідно, а також шляхом екструзії атома S з циклів або ж з дисульфідних сполук з утворенням кратних зв'язків.

{\displaystyle \mathrm {PhC(S){-}SS{-}C(S)Ph{\xrightarrow {Ni}}\ PhC{\equiv }CPh} }
1. Процес при якому сірка видаляється з таких матеріалів як вугілля чи нафта. Може здійснюватися шляхом хімічної обробки, магнітної сепарації, флотації тощо. Десульфурація  розплавленого металу (чавуну, сталі) полягає в переводі сірки, розчиненою в металі, в сульфіди, нерозчинні або малорозчинні в рідкій металевій ванні (MnS, MgS, CaS, Na2S тощо). Як десульфуратори використовуються, наприклад, вапно, сода, металевий магній.
2. У технології або препаративній практиці — вилучення сполук, що містять S, з речовин та їхніх сумішей.
3. Сюди ж відносять і десульфонування.

Синонім — десульфування.